# The Jury of Fate
The Jury of Fate is een Amerikaanse dramafilm uit 1917 onder regie van Tod Browning. De film is wellicht zoekgeraakt.

## Verhaal
Jeanne is een vriendelijk meisje, terwijl haar onaardige tweelingbroer Jacques verwend wordt door hun vader. Als Jacques doodgaat, wil Jeanne haar vader de schok besparen. Ze knipt haar haren kort en trekt jongenskleren aan, zodat haar vader gelooft dat zij is omgekomen in plaats van Jacques. Na de dood van haar vader reist Jeanne naar Montreal.

## Rolverdeling
| Acteur           | Personage        |
| ---------------- | ---------------- |
| William Sherwood | Donald Duncan    |
| Mabel Taliaferro | Jeanne / Jacques |
| Frank Bennett    | François Leblanc |
| Charles Fang     | Ching            |
| Albert Tavernier | Henri Labordie   |
| Bradley Barker   | Louis Hebert     |
| H.F. Webber      | Duval Hebert     |